# Lachenalia inconspicua
Lachenalia inconspicua är en sparrisväxtart som beskrevs av G.D.Duncan. Lachenalia inconspicua ingår i släktet Lachenalia och familjen sparrisväxter. Inga underarter finns listade i Catalogue of Life.